# Gorka ljubav (film)
Gorka ljubav (tr. Acı Aşk) je turski film u režiji A. Tanera Elhana.

## Radnja filma
Orhan, koji radi kao učitelj književnosti na sveučilištu u Eskisehiru, neočekivano prekine vezu s Ayşe s kojom se trebao oženiti te odlazi u Istanbul gdje upoznaje Oyu. Nakon što je proživio možda najsretnije dane u životu s Oyom, koja je fotografkinja, Orhan se našao usred ljubavnog trokuta kao rezultat strašnih stvari na kojih nailazi u prvim danima svog braka. U međuvremenu njegova nova studentica Seda vuče ga prema putu bez povratka. Orhan je tada rastrgan između tri žene... 

## Uloge
| Glumac               | Lik                  |
| -------------------- | -------------------- |
| Halit Ergenç         | Orhan Ataoğlu        |
| Cansu Dere           | Oya Yılmaz Ataoğlu   |
| Songül Öden          | Ayşe Derbent         |
| Ezgi Asaroğlu        | Seda Uygun           |
| Tuluğ Özlü           | Yonca                |
| Ozan Osmanpaşaoğlu   | Onur                 |
| Enis Yıldız          | Voditelj odjela      |
| Sera Matyaş          | Fevziye              |
| Barış Yılkan         | Liječnik             |
| İpek Coşar           | Studentica           |
| Bilal Utku Karataş   | Student              |
| Fatih Kenan Gündoğdu | Čovjek na televiziji |